# Ugo da Campione
Ugo da Campione (Campione d'Italia, prop de 1300 - al voltant de 1351) va ser un escultor italià.

## Biografia
Va realitzar, junt amb el seu fill Giovanni da Campione, les escultures que decoren la Loggia degli Ossi a la Piazza Mercanti a Milà.
També va ser l'autor del monument fúnebre per al cardenal Guglielmo Longhi degli Alessandrini, actualment col·locat a la basílica de Santa Maria la Maggiore de Bèrgam.